# MorphOS
MorphOS è il sistema operativo nativo del computer Pegasos, basato su un microkernel denominato Quark.

## Storia
Ideato da Ralph Schmidt, e da altri programmatori ex dipendenti di Phase5, in origine doveva essere un sistema operativo alternativo per le macchine Amiga dotate di processori PowerPC, ed era stato valutato da Amiga Inc. anche come sistema per le loro nuove macchine PPC di nuova generazione.
La programmazione di MorphOS è partita nel 1999. La sua prima release risale all'agosto 2000, quando fu resa disponibile al pubblico la versione 0.4 (beta) per tutte le macchine Amiga dotate di scheda acceleratrice PowerPC, cioè CyberstormPPC e Blizzard PPC.
Lo sviluppo è continuato in modo indipendente dopo che il management di Amiga Inc. ruppe le trattative con il team degli sviluppatori di MorphOS - affidando ad altri lo sviluppo della quarta release di AmigaOS - trovando alla fine un collocamento ideale sulle macchine Pegasos prodotte da bPlan e commercializzate da Genesi.
A partire dalla versione 2.4 il sistema supporta anche alcuni modelli di Amiga e Mac mini G4. La versione 2.5 aggiunge il supporto alla famiglia eMac, mentre la versione 2.6 può essere installata anche sui computer della famiglia Power Mac G4.
Il 2 dicembre 2010 è stata pubblicata la versione 2.7, che migliora il supporto ai Power Mac G4 e ad alcune GPU delle famiglie ATI Radeon e Rage 128. È stato inoltre implementato il supporto ai processori PowerPC 7448, seppur a livello sperimentale.
L'8 giugno 2012 è stata pubblicata la versione 3.0, la prima public release di MorphOS installabile anche su alcuni computer portatili della Famiglia PowerBook G4. Inoltre, sono stati migliorati i driver atti a gestire le interfacce SCSI e Serial ATA utilizzate dai computer della Famiglia Power Macintosh, ed è stata migliorata la gestione dei file system FAT, NTFS ed ext3.
L'8 luglio 2012 è uscita la versione 3.1, che consiste principalmente nella risoluzione di bachi presenti nella release precedente.
La release più recente è la 3.15 del 31 dicembre 2020, in buona parte costituita da bugfix rispetto alla versione anteriore.

## Caratteristiche
Fra le sue principali caratteristiche esso offre la possibilità di sfruttare software non nativo impiegando sandbox indipendenti fra di loro. Attualmente ne sono attive solo due:
- ABox, basata su di un mix fra una reimplementazione PowerPC di Exec, il kernel di AmigaOS, ed un emulatore del processore 68k con la quale è in grado di far funzionare il software Amiga purché indipendente dall'hardware proprietario (i cosiddetti software RTG). In particolare ABox riproduce un processore Motorola 68060. Possono essere eseguite oltre alle applicazioni native anche i programmi compilati per il kernel PowerPC PowerUP ed esiste inoltre un wrapper che permette di eseguire applicazioni realizzate per il kernel PowerPC WarpOS.
- Q-Box, il quale rappresenta qualcosa di nuovo, in cui verranno eseguite applicazioni appositamente scritte, anche se verrà mantenuta la compatibilità con il vecchio software attraverso l'uso di A-Box. Il modulo Q-Box è per la maggior parte in stato di pianificazione.

Il programma di sistema che si occupa di interfacciare graficamente il MorphOS con l'utente riproducendo un ambiente desktop si chiama Ambient ed è basato sulla versione 4 di Magic User Interface (MUI).
Dal punto di vista strettamente tecnico, oltre ad attuare un multitasking di tipo preemptive, MorphOS ha anche altre caratteristiche comuni a tutti i moderni sistemi operativi, tra cui:
- Alta velocità di switch tra Super/Usermode.
- Bassa latenza di interrupt.
- Astrazione IntThreads e Int PCode.
- Protezione della memoria.
- Multiprocessing simmetrico (SMP).
- Adozione dei modelli Task/Thread e Clan/Chief.
- Tracciamento delle risorse.
- Sistema di messaggi asincrono.
- Memoria virtuale.
- Memory Management di tipo ricorsivo.
- Protezione dell'accesso alle strutture del kernel.
- Design pulito con API elegante.